# Metallata
Metallata là một chi bướm đêm thuộc họ Erebidae.

## Loài
- Metallata absumens Walker, 1862